# Maria da Esperança de Bourbon
Maria da Esperança de Bourbon (em castelhano: Maria de la Esperanza Amália Raniera María del Rocío Luiza Gonzaga de Borbón y Orleans; Madrid, 14 de junho de 1914 — Villamanrique de la Condesa, 8 de agosto de 2005), foi uma Infanta da Espanha, terceira filha do príncipe Carlos, Infante da Espanha, capitão-geral da província de Andaluzia, e de sua esposa, a princesa Luísa de Orléans.

## Biografia

### Infância e juventude
Maria da Esperança foi a terceira filha do Infante Carlos da Espanha, e de sua segunda esposa, a princesa Luísa de Orléans. Neta paterna do príncipe Afonso das Duas Sicílias, Conde de Caserta e chefe da Casa Real das Duas Sicílias, e da princesa Maria Antonieta das Duas Sicílias. Por parte de mãe, ela era neta do príncipe Filipe d'Orléans, Conde de Paris e chefe da Casa Real da França, e da princesa Maria Isabel d'Orléans.
Foi baptizada a 21 de Junho de 1914 no Palácio Real de Madrid, tendo como padrinhos a tia rainha Amélia de Portugal, e o seu tio príncipe Raniero das Duas Sicílias. O rei Afonso XIII tinha arranjado para que os filhos resultantes deste segundo casamento do infante Carlos gozassem das honras, preeminências e distinções dos infantes da Espanha, seguindo-os imediatamente na ordem hierárquica como príncipes da Casa de Bourbon.

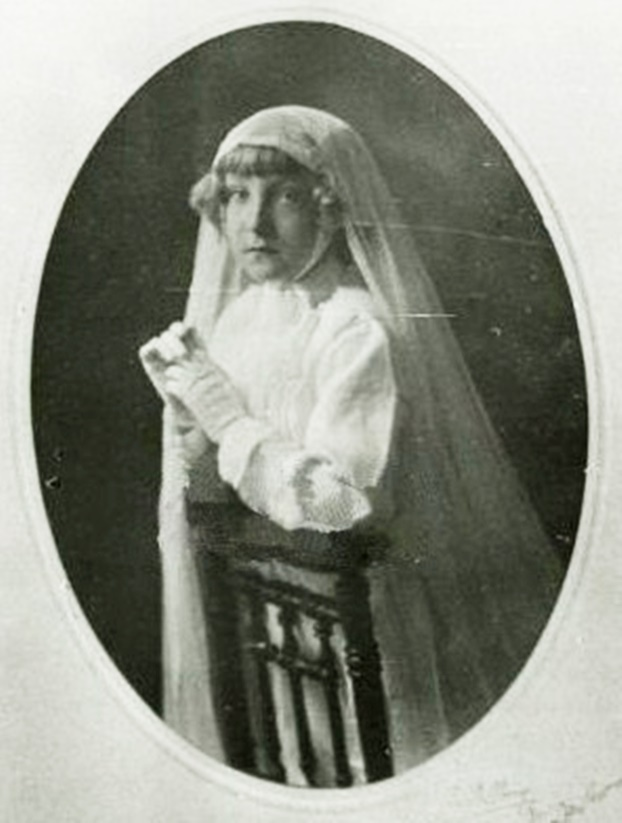
Maria em 1922.

Em 1931, com a queda da monarquia na Espanha, a família real espanhola foi exilada, mas alguns militares republicanos foram ao infante Carlos declarar que com a família dele nada se passaria e que poderiam permanecer em Sevilha, se quisessem. Apesar da oferta eles também se exilaram junto à família real espanhola, em Roma.

## Casamento
Em 18 de dezembro de 1944, casou-se na Catedral de Sevilha com seu primo, Pedro Gastão de Orléans e Bragança, neto da princesa imperial do Brasil, Isabel de Bragança, e do príncipe imperial consorte Gastão de Orléans, Conde d'Eu, e bisneto do último imperador do Brasil, Pedro II. O casamento reuniu uma diversas autoridades sevilhanas e nobres descendentes da Casa de Bourbon, uma vez que estavam presentes as duas irmãs do noivo, Isabel de Orléans e Bragança, casada com Henrique de Orléans, Conde de Paris, e Maria Francisca de Orléans e Bragança, casada com Duarte Nuno, Duque de Bragança.
A partir de então, a vida de Maria da Esperança dividiu-se entre os lares de Sevilha, na Espanha, e em Petrópolis, no Brasil. O casal teve seis filhos, todos nascidos e criados em Petrópolis, à exceção do mais velho, que nasceu no Rio de Janeiro.

## Descendência
Maria da Esperança e o seu marido, Pedro Gastão de Orléans e Bragança, tiveram seis filhos:
- Pedro Carlos de Bourbon de  Orléans e Bragança (31 de outubro de 1945 (79 anos)), casou-se por três vezes, a primeira em 1975, com Rony Kuhn da Suza. Viúvo, casou-se em segundo, em 1981, com Patricia Alexandra Brascombe. Viúvo, casou-se em terceiro, em 2021, com Patrícia Alvim Rodrigues, com descendência apenas do primeiro e segundo.[6]
- Maria da Glória de Bourbon de Orléans e Bragança (13 de dezembro de 1946 (78 anos)), casou-se por duas vezes, a primeira em 1972, com Alexandre Karađorđević, Príncipe Herdeiro da Iugoslávia, de quem se divorciou em 1985. No mesmo ano, Maria da Glória casou-se com Ignacio de Medina y Fernández de Córdoba, Duque de Segorbe e Grande de Espanha, com descendência dos dois casamento.[7]
- Afonso Duarte de Bourbon de Orléans e Bragança (25 de abril de 1948 (77 anos)) casou-se por duas vezes, a primeira com Maria Parejo em 1973, de quem se divorciou em 1998. No mesmo ano, casou-se com Sylvie Amélie de Hungria Machado, com descendência apenas do primeiro.[8][9]
- Manuel Álvaro de Bourbon de Orléans e Bragança (17 de junho de 1949 (76 anos)), casou-se em 1977, com Margarita Haffner y Lancha, filha de Oskar Haffner, de quem se divorciou em 1995, com descendência.[10]
- Cristina Maria de Bourbon de Orléans e Bragança (16 de outubro de 1950 (74 anos)), casou-se por duas vezes, a primeira em 1980, com o Príncipe Jean-Paul Sapieha-Rozanski, e de quem se divorciou em 1992. No segundo casamento, casou-se com José Carlos Calmon de Brito, de quem também se divorciou em 1996, com descendência apenas do primeiro.[11]
- Francisco Humberto de Bourbon de Orléans e Bragança (9 de dezembro de 1956 (68 anos)), casou-se por duas vezes, a primeira em 1978, com Christina Schmidt Peçanha, filha de Gaubert Schmidt e Alice Peçanha, posteriormente eles se divorciaram e Francisco casou-se em segundo lugar em 1980, com Rita de Cássia Pires, com descendência dos dois casamento.[12]

## Títulos e Estilos
- 14 de Junho de 1914 - 18 de Dezembro de 1944:"Sua Alteza Real, a Princesa Maria da Esperança das Duas-Sicílias, Infanta de Espanha".

- 18 de Dezembro de 1944 - 8 de Dezembro de 2005:"Sua Alteza Real, a Princesa Maria da Esperança de Orléans e Bragança".